# Abell S1077

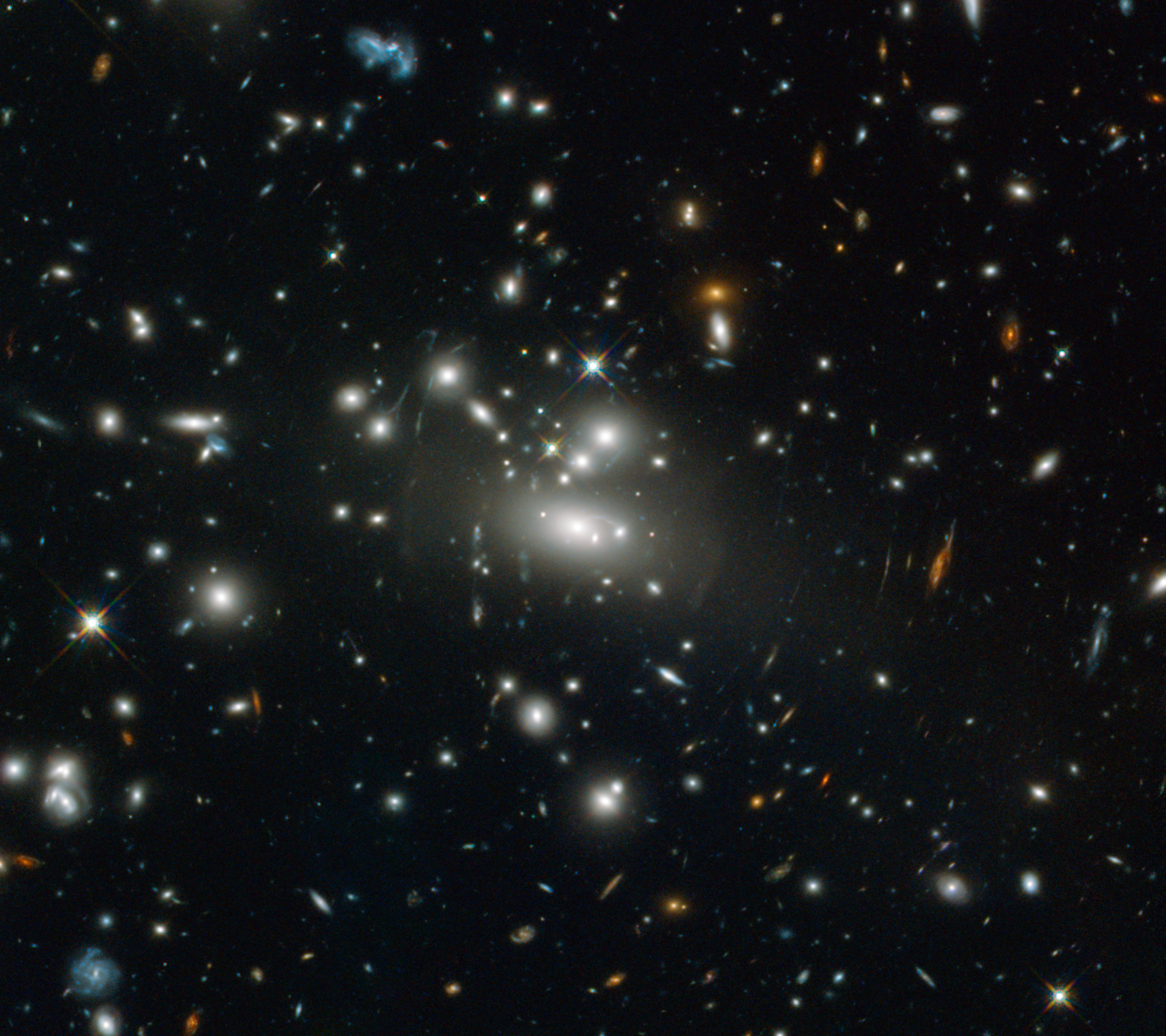
Zdjęcie gromady Abell S1077 wykonane przez Kosmiczny Teleskop Hubble’a (NASA/ESA)

Abell S1077 (także: ACO S 1077, ACCG 114, BAX 344.7181-34.7818) – gromada galaktyk w konstelacji Ryby Południowej, w której skład wchodzi około 220 galaktyk.
Jej współrzędne według rektascensji to 22h 58m 52,34s, a deklinacji −34°46′54,6″. Przesunięcie ku czerwieni wynosi 0,312.